# フランツ・ツィライス

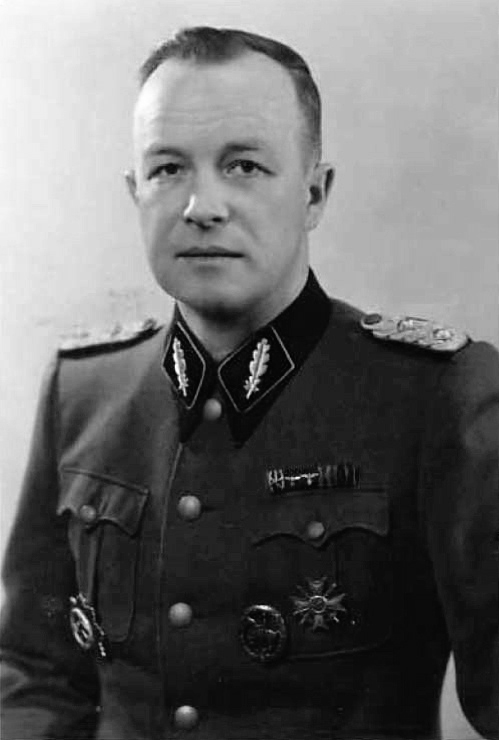
フランツ・ツィライス

フランツ・ツィライス（Franz Ziereis、1905年8月13日‐1945年5月24日）は、ナチス・ドイツのマウトハウゼン強制収容所の所長。親衛隊（SS）の隊員であり、最終階級は親衛隊大佐（SS-Standartenführer）。

## 略歴
ミュンヘン出身。彼の父は第一次世界大戦で馬車の運転手をしていたが、戦死した。小学校を卒業後、デパートで見習いのメッセンジャーボーイをしていた。さらに1922年からは大工店で働いた。1924年からヴァイマル共和国陸軍に勤務。12年近くここで働き、軍曹まで昇進したが、1936年9月30日には除隊させられた。しかしまもなく強制収容所の維持にあたる親衛隊髑髏部隊（SS-Totenkopf）に親衛隊中尉（SS-Obersturmführer）の階級で招かれた。髑髏部隊員のトレーニングインストラクターとして勤務した。1937年には髑髏部隊の百人部隊（Hundertschaft）隊長となる。1937年に一時的にトレーニング中の負傷で入院しているが、1938年からはオーストリアで再び勤務し、若き髑髏部隊員たちのトレーニングにあたった。
1939年2月9日にマウトハウゼン強制収容所の所長に就任し、第二次世界大戦でのドイツの敗戦までこの地位を保持した。8月25日には親衛隊少佐（SS-Sturmbannführer）に昇進。 さらに1944年4月20日に親衛隊大佐（SS-Standartenführer ）に昇進している。
1941年4月、マウトハウゼン強制収容所にハインリヒ・ヒムラーとエルンスト・カルテンブルンナーが視察に訪れており、その際にヒムラーらの収容所内の案内を彼が務めた。ヒムラー、カルテンブルンナーと並んで歩く彼の姿を収めた写真が複数存在する。
マウトハウゼン強制収容所がアメリカ軍により解放された後、彼と彼の妻と息子はオーバーエスターライヒ州のピールン山地へ逃亡したが、1945年5月23日になって発見された。この際に彼はさらに逃亡しようとしたために撃たれ、グーセンに置かれていた米軍の病院へ搬送された。しかし翌日には息を引き取った。彼の遺体はかつての囚人たちによりマウトハウゼンの付属収容所グーセン収容所のフェンスに吊るされた。